# Königsegg-Aulendorf
Königsegg-Aulendorf fu la linea dinastica titolare della Contea di Königsegg del Sud-Est del Baden-Württemberg, in Germania. I territori di Königsegg-Aulendorf dal 1806 furono quattro enclavi separate, incentrate attorno a Königsegg nell'ovest, e Aulendorf nell'est, e due piccoli territori a nord e a sud affidati all'Ordine Teutonico ad Altshausen. Königsegg-Aulendorf venne creato come una partizione della Baronia di Königsegg, e venne elevato a Contea nel 1629. Königsegg-Aulendorf venne ceduta al  Württemberg nel 1806.

## Storia

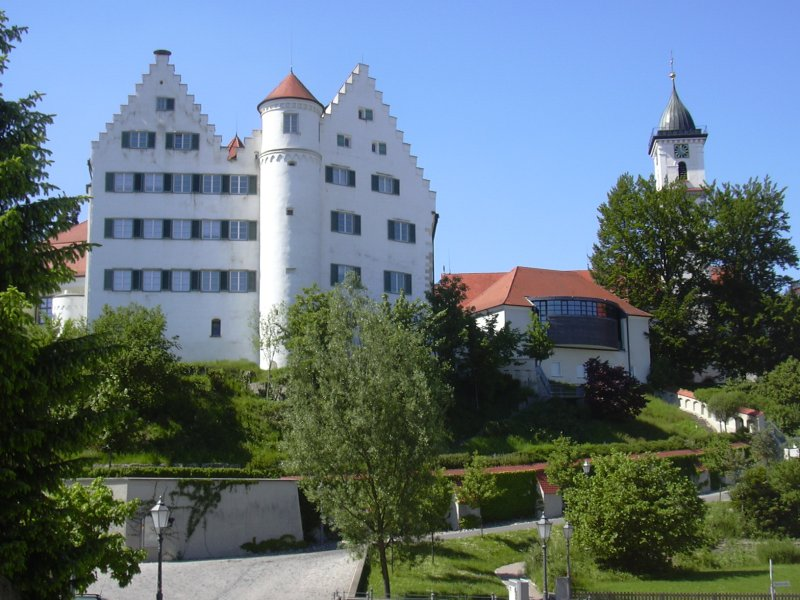
Il castello di Aulendorf

Il possedimento del castello di Aulendorf, passò nel 1381 alla famiglia Königsegg dai Guelfi che lo possedevano in precedenza. Hans von Königsegg (1440-1484) trasferì qui il mausoleo ufficiale della sua famiglia. Johann Georg espanse il castello di Aulendorf e ne fece la propria residenza attorno al 1620. La contea rimase attiva sino al 1806 quando venne inclusa infine nel regno del Württemberg dopo il crollo del Sacro Romano Impero e la mediatizzazione. Nel 1829 i conti di Königsegg-Aulendorf ricevettero il trattamento di "Altezza". I discendenti vendettero il castello nel 1941 e questo passò poi allo stato del Baden-Württemberg nel 1987. Mantennero comunque il possedimento del castello di Königsegg, sede ancestrale della famiglia, dove ancora oggi gli ultimi discendenti di questo ramo vivono.

## Baroni di Königsegg-Aulendorf (1622 - 1629)
- Giovanni Giorgio (1622 - 1629)

## Conti di Königsegg-Aulendorf (1629 - 1806)
- 1629-1666: Johann Georg
- 1666-1692: Anton Eusebius
- 1692-1710: Franz Maximilian
- 1710-1765: Karl Siegfried
- 1765-1786: Hermann Friedrich
- 1786-1803: Ernst
- 1803-1806: Franz (1787-1863)

## Conti di Königsegg-Aulendorf (dopo la mediatizzazione
- 1806-1863: Franz (1787-1863)
- 1863-1882: Gustav (1813-1882)
- 1882-1898: Alfred (1817-1898)
- 1898-1927: Xaver (1858-1927)
- 1927-1951: Joseph Erwin (1891-1951)
- 1951-2020: Johann (1925-2020)
- 2020-oggi: Maximilian (n. 1958)

Conte ereditario Philipp (n. 1988)